# Pilota basca als Jocs Olímpics d'estiu de 1900

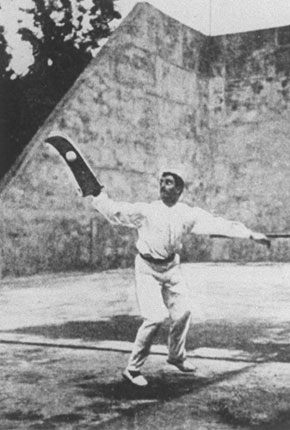
Campionat de pilota el 1900.

Als Jocs Olímpics d'Estiu de 1900 es disputà un torneig de pilota basca.
Només hi van participar dos equips, per la qual cosa només es disputà un partit, del qual se'n desconeix el resultat. La competició es disputà el dia 14 de juny.
Fou l'única edició dels Jocs on el joc de pilota fou oficial. Més tard, el 1924, 1968 i 1992, fou esport de demostració.

## Resum de medalles
| Prova       | Or                                        | Argent                                | Bronze           |
| Cesta-punta | Espanya Francisco Villota José de Amézola | França Maurice Durquetty · Etchegaray | No n'hi va haver |

## Medaller
| Posició | País    | Or | Argent | Bronze | Total |
| 1       | Espanya | 1  | 0      | 0      | 1     |
| 2       | França  | 0  | 1      | 0      | 1     |